# Giovanbattista Venditti
Pour les articles homonymes, voir Venditti.

a Compétitions nationales et continentales officielles uniquement.

b Matchs officiels uniquement.
Dernière mise à jour le 5 juin 2020.
Giovanbattista Venditti, né le 27 mars 1990 à Avezzano, est un joueur italien de rugby à XV évoluant au poste d'ailier. Il joue en équipe de Italie et au sein de l'effectif des Zèbres.

## Style de joueur
Doté d'un gabarit intéressant pour son poste (1,88 m pour 110 kg), c'est un joueur à fort potentiel tant sur le plan physique que technique. Alliant à la fois puissance et explosivité, Philippe Bérot (entraîneur des trois-quarts de la Squadra) déclarait d'ailleurs à son égard : « Venditti à un gros potentiel qu'il n'exploite pas encore tout à fait. Il est puissant et explosif, et avec son physique il peut faire très mal lorsqu'il trouve un espace à exploiter sur le terrain, même tout petit ». Cette remarque du technicien français se démontrera à Twickenham le 10 mars, lors de la quatrième journée du tournoi 2013, lorsque Venditti hérite du ballon sur son aile : après s'être défait d'un premier défenseur anglais, il déborde et raffute Manu Tuilagi puis sprinte sur 5 mètres et renverse Mike Brown. Il bat au total six défenseurs anglais sur une action de 20 mètres, permettant à l'Italie d'obtenir une pénalité.

## Carrière

### En club
- Jusqu'en 2006 : Avezzano (Équipe de jeune)
- 2006-2008 : UR Capitolina (Équipe de jeune)
- 2008-2009 : Académie FIR Tirrena
- 2009-2010 : SKG GRAN Parma
- 2010-2012 : Aironi
- 2012-2015 : Zebre
- 2015-2016 : Newcastle Falcons
- Depuis 2016 : Zebre

### En sélection
Giovanbatistta Venditti connaît sa première sélection le 4 février 2012 au Stade de France (Saint Denis) à l'occasion de la première journée du Tournoi des six nations 2012 face à la France.
À l'occasion de se tournoi il inscrit ses deux premiers essais internationaux, tout d'abord face à l'Angleterre (3e journée) au Stade olympique de Rome puis face à l'Écosse lors de la dernière journée également au Stade olympique de Rome donnant ainsi la victoire à son équipe.

## Palmarès

### En club
Néant 

### En sélection nationale
À jour au 03/03/2017
- 41 sélections depuis sa première sélection le 4 février 2012 contre la France.
- 40 points (huit essais).
- Nombre de sélections par année : 9 en 2012, 10 en 2013, 3 en 2014, 11 en 2015, 5 en 2016, 3 en 2017
- Tournois des Six Nations disputés: 2012, 2013, 2015, 2017[2].

Giovanbattista Venditti  participe à une édition de la coupe du monde. En 2015, il joue lors de quatre rencontres, face à la France, match où il inscrit un essai, au Canada, l'Irlande et la Roumanie.